# Copa de España de fútbol sala 2018
La Copa de España de fútbol sala de 2018, conocida por motivos de patrocinio como Copa de España Comunidad de Madrid 2018, es la XXIX edición de este torneo en el que participan los ocho primeros equipos tras la finalización de la primera vuelta del campeonato de liga. Es la primera vez que este torneo se disputa en la capital española después de haber estado en anteriores ediciones en localidades de la Comunidad de Madrird, como Torrejón de Ardoz o Alcalá de Henares.
La copa tendrá lugar entre el 15 y el 18 de marzo en el WiZink Center situado en Madrid (Comunidad de Madrid).

## Equipos participantes
En la Copa de España participan ocho los equipos que ocuparon las posiciones superiores de la clasificación de primera división tras la finalización de la jornada 15 del campeonato de liga. Estos equipos, por orden de clasificación son:
1. Movistar Inter
2. FC Barcelona Lassa
3. ElPozo Murcia
4. Club Atlético Osasuna Magna
5. Jaén Paraíso Interior
6. Ríos Renovables Zaragoza
7. Palma Futsal
8. Plásticos Romero Cartagena

Además, por segundo año consecutivo, los 8 participantes en la Copa de España llegan como los 8 primeros clasificados.

## Organización

### Sedes
| WiZink Center Capacidad: 12.500 espectadores |
|                                              |

### Árbitros
| Óscar Alonso Montesinos    | Juan José Cordero Gallardo  |
| Pablo Delgado Sastre       | Aitor Felipe Madorran       |
| Manuel J. Linares López    | Carlos Rabadán Sainz        |
| Carlos Rodrigo Miguel      | Fermin Ángel Sánchez Molina |
| Tomás Santander Flamarique | David Urdanoz Apezteguia    |

### Calendario
| 1/4 | Cuartos de final | 1/2 | Semifinales | F | Final |

| Marzo de 2018          | 15 Jue  | 16 Vie  | 17 Sáb  | 18 Dom |
| ---------------------- | ------- | ------- | ------- | ------ |
| Fase (n.º de partidos) | 1/4 (2) | 1/4 (2) | 1/2 (2) | F (1)  |

## Resultados

### Cuadro final
|  | Cuartos de final             | Cuartos de final         |                          |                       | Semifinales         | Semifinales         |  |                | Final               | Final               |  |
|  | 15 y 16 de marzo de 2018     | 15 y 16 de marzo de 2018 |                          |                       | 17 de marzo de 2018 | 17 de marzo de 2018 |  |                | 18 de marzo de 2018 | 18 de marzo de 2018 |  |
|  |                              |                          |                          |                       |                     |                     |  |                |                     |                     |  |
|  |                              |                          |                          |                       |                     |                     |  |                |                     |                     |  |
|  | Palma Futsal                 | 2                        |                          |                       |                     |                     |  |                |                     |                     |  |
|  | Palma Futsal                 | 2                        |                          |                       |                     |                     |  |                |                     |                     |  |
|  | ElPozo Murcia                | 1                        |                          |                       |                     |                     |  |                |                     |                     |  |
|  | ElPozo Murcia                | 1                        |                          | Palma Futsal          | 1                   |                     |  |                |                     |                     |  |
|  |                              |                          |                          | Palma Futsal          | 1                   |                     |  |                |                     |                     |  |
|  |                              |                          | Movistar Inter           | 4                     |                     |                     |  |                |                     |                     |  |
|  | Movistar Inter               | 2                        | Movistar Inter           | 4                     |                     |                     |  |                |                     |                     |  |
|  | Movistar Inter               | 2                        |                          |                       |                     |                     |  |                |                     |                     |  |
|  | CA Osasuna Magna             | 1                        |                          |                       |                     |                     |  |                |                     |                     |  |
|  | CA Osasuna Magna             | 1                        |                          |                       |                     |                     |  | Movistar Inter | 3                   |                     |  |
|  |                              |                          |                          |                       |                     |                     |  | Movistar Inter | 3                   |                     |  |
|  |                              |                          | Jaén Paraíso Interior    | 4                     |                     |                     |  |                |                     |                     |  |
|  | P. Romero Cartagena          | 2                        | Jaén Paraíso Interior    | 4                     |                     |                     |  |                |                     |                     |  |
|  | P. Romero Cartagena          | 2                        |                          |                       |                     |                     |  |                |                     |                     |  |
|  | Jaén Paraíso Interior        | 5                        |                          |                       |                     |                     |  |                |                     |                     |  |
|  | Jaén Paraíso Interior        | 5                        |                          | Jaén Paraíso Interior | 3                   |                     |  |                |                     |                     |  |
|  |                              |                          |                          | Jaén Paraíso Interior | 3                   |                     |  |                |                     |                     |  |
|  |                              |                          | Rios Renovables Zaragoza | 2                     |                     |                     |  |                |                     |                     |  |
|  | FC Barcelona Lassa           | 1 (1)                    | Rios Renovables Zaragoza | 2                     |                     |                     |  |                |                     |                     |  |
|  | FC Barcelona Lassa           | 1 (1)                    |                          |                       |                     |                     |  |                |                     |                     |  |
|  | Rios Renovables Zaragoza (p) | 1 (3)                    |                          |                       |                     |                     |  |                |                     |                     |  |
|  | Rios Renovables Zaragoza (p) | 1 (3)                    |                          |                       |                     |                     |  |                |                     |                     |  |
|  |                              |                          |                          |                       |                     |                     |  |                |                     |                     |  |

### Cuartos de final
| 15 de marzo de 2018, 19:00 | Palma Futsal               | 2:1 (1:0) | ElPozo Murcia    | WiZink Center, Madrid                                          |                                                                |
|                            | - Quintela 11' - Tomaz 25' | Reporte   | - 32' Eloy Rojas | Árbitro(s): Óscar Alonso Montesinos Tomás Santander Flamarique | Árbitro(s): Óscar Alonso Montesinos Tomás Santander Flamarique |

| 15 de marzo de 2018, 21:15 | Movistar Inter                    | 2:1 (0:0) | Club Atlético Osasuna Magna | WiZink Center, Madrid                                         |                                                               |
|                            | - Elisandro 25' - Rafael Rato 32' | Reporte   | - 30' E. Martel             | Árbitro(s): Fermin Ángel Sánchez Molina Carlos Rodrigo Miguel | Árbitro(s): Fermin Ángel Sánchez Molina Carlos Rodrigo Miguel |

| 16 de marzo de 2018, 19:00 | Plásticos Romero Cartagena | 2:5 (1:1) | Jaén Paraíso Interior                                              | WiZink Center, Madrid                                 |                                                       |
|                            | - Jesús 18' - Juanpi 31'   | Reporte   | - 14' Alan Brandi - 27' Dani Martín - 29' Mauricio - 39' 40' Chino | Árbitro(s): Carlos Rabadán Sainz Pablo Delgado Sastre | Árbitro(s): Carlos Rabadán Sainz Pablo Delgado Sastre |

| 16 de marzo de 2018, 21:15 | FC Barcelona Lassa   | 1:1 (0:1) (1:3 p.)         | Ríos Renovables Zaragoza              | WiZink Center, Madrid                                          |                                                                |
|                            | - Ferrao 28'         | Reporte                    | - 17' Adri Ortego                     | Árbitro(s): Juan José Cordero Gallardo Manuel J. Linares López | Árbitro(s): Juan José Cordero Gallardo Manuel J. Linares López |
|                            |                      | Tiros desde el punto penal |                                       |                                                                |                                                                |
|                            | - Aicardo - Rivillos |                            | - Nano Modrego - Thiago Cabeça - Anás |                                                                |                                                                |

### Semifinales
| 17 de marzo de 2018, 18:00 | Palma Futsal | 1:4     | Movistar Inter | WiZink Center, Madrid   |                         |
|                            |              | Reporte |                | Árbitro(s): Por Definir | Árbitro(s): Por Definir |

| 17 de marzo de 2018, 20:15 | Jaén Paraíso Interior | 3:2     | Ríos Renovables Zaragoza | WiZink Center, Madrid   |                         |
|                            |                       | Reporte |                          | Árbitro(s): Por Definir | Árbitro(s): Por Definir |

### Final
| 18 de marzo de 2018, 18:30 | Movistar Inter | 3:4     | Jaén Paraíso Interior | WiZink Center, Madrid   |                         |
|                            |                | Reporte |                       | Árbitro(s): Por Definir | Árbitro(s): Por Definir |

| Bandera de Andalucía          |
| Campeón Jaén Paraíso Interior |
| 2º título                     |